# 北九州市立伊川小学校
北九州市立伊川小学校（きたきゅうしゅうしりついがわしょうがっこう）は、かつて福岡県北九州市門司区大字伊川にある公立小学校。2019年に松ヶ江北小学校と統合され、閉校した。。

## 沿革
- 1873年（明治6年） - 私立集成舎を学制制度により公立学校集成校として発足
- 1878年（明治11年） - 伊川村に校舎が建築される[4]
- 1886年（明治19年） - 猿喰小学校と合併し伊川小学校簡易科となる[4]
- 1892年（明治25年） - 簡易科が廃止され伊川尋常小学校と改称[4]
- 1901年（明治34年） - 伊川高等小学校に改称[4]
- 1908年（明治41年） - 伊川高等小学校が廃止される[4]
- 1908年（明治41年） - 伊川尋常小学校が廃止され松ヶ江第二尋常小学校が開設される[4]
- 1909年（明治42年） - 松ケ江第二尋常小学校分教場が設置される[4]
- 1910年（明治43年） - 伊川小学校簡易科が開設される
- 1924年（大正14年） - 松ヶ江第二尋常高等小学校伊川分教場となる[5]
- 1941年（昭和16年） - 松ヶ江第二国民学校伊川分校に改称
- 1942年（昭和17年） - 門司市立松ヶ江北国民学校伊川分校に改称
- 1947年（昭和22年） - 門司市立松ヶ江北小学校伊川分校に改称[5]
- 1978年（昭和53年） - 北九州市立伊川小学校に改称[5]
- 2019年 (平成31年） - 閉校[2][3]

## 交通
- 西鉄バス神山住宅前バス停下車、徒歩約4分

## 周辺
- 門司インターチェンジ